# 상호주
상호주(相互株)란 A회사가 B회사의 주식을 가지고 있고 B회사 역시 A회사의 주식을 보유하고 있을 때, 각 회사의 소유 주식을 말한다. 대한민국 상법은 제369조 제3항에서 상호주의 의결권을 제한하고 있다.

## 참고 문헌
- 이기수 최병규 조지현, 회사법(상법강의2 제9판 2012), 박영사, ISBN 9788964547489.